# Johnson's Air
Johnsons Air est une compagnie aérienne enregistrée au Ghana. Elle se situe à l'aéroport international de Kotoka à Accra, au Ghana et a cessé ses activités.

## Historique
Fondée en 1996 par Farzin Azima, Johnsons Air exploite des services de fret ad hoc.

## Flotte
En mars 2007, la flotte de Johnsons Air est composée des avions suivants :
- 3 Douglas DC-8-63CF

## Cessation
La compagnie aérienne est l'une des huit compagnies aériennes inscrites sur la liste noire en Belgique en 2005 en raison de problèmes de sécurité opérationnelle,. En octobre 2006, l'interdiction s'étend à toutes les communautés de l'Union européenne.